# Richard Burkart
Richard „Rich“ Edgar Burkart (* 1931; † 13. März 2023) war ein US-amerikanischer Jazzmusiker (Trompete, Kornett, Flügelhorn) und Hochschullehrer.

## Leben und Wirken
Burkart begann im Alter von acht Jahren Kornett zu lernen. Später besuchte er die Jesuit High School in New Orleans, wo er zum Solo-Kornettisten in der Band und im Orchester ernannt wurde. 1955 graduierte Burkart an der Louisiana State University, an der er den Bachelor in Musikpädagogik und Trompete und anschließend den Master in Trompetenspiel erwarb. Nach seinem Abschluss wurde er als Professor für Blechbläser an der Lamar University in Beaumont, Texas, angestellt, wo er auch Solo-Trompete mit dem Chicago Little Symphony und dem Beaumont Symphony Orchestra spielte. Nach 14 Jahren an der Lamar University wurde Burkart in das DMA-Programm der University of Wisconsin aufgenommen.
Nach Abschluss seiner Promotion im Jahr 1971 wurde Burkart die Stelle eines Professors für Trompete und Graduiertenstudien für Blechbläser an der Ohio State University angeboten. In seiner neuen Lehrposition spielte er mit dem Columbus Symphony Orchestra, dem Faculty Brass Quintet, dem Lancaster Festival Orchestra, dem Ringling Brothers Circus und tourte 1992 mit dem Robert-Shaw-Programm durch Frankreich. In seinen Ruhestandsjahren kehrte Burkart nach New Orleans zurück, wo er als Mitglied der Toll House Jazz Band zu seinen musikalischen Wurzeln zurückkehrte. Er spielte Dixieland Jazz in Zentral-Ohio und tourte 1997 durch Deutschland, Österreich und Italien. Im Bereich des Jazz war er laut Tom Lord zwischen 1994 und 2000 an vier Aufnahmesessions beteiligt.
Zusammen mit seinen Kollegen Tom Battenberg und Robert Hightshoe war Burkart 1980 Co-Gastgeber der Konferenz der International Trumpet Guild (ITG) an der Ohio State University. Er diente auch als ITG-Präsident (1985–87), zwei Amtszeiten als Vizepräsident und vier als Vorstandsmitglied. 1988 war Burkart maßgeblich an der Partnerschaft zwischen der ITG und der Columbus Foundation beteiligt, um den Ellsworth Smith International Trumpet Competition zu gründen, den er 1988 und 1994 an der OSU veranstaltete.

## Diskographische Hinweise
- Toll House Jazz Band: First Batch (1994)
- Toll House Jazz Band: Still Hot (1996)
- Toll House Jazz Band: A Baker's Dozen Plus Six (1998)
- Toll House Jazz Band: Munchin’ (2000)